# Leucopardus
Leucopardus is een geslacht van vlinders van de familie Uilen (Noctuidae), uit de onderfamilie Camptolominae.

## Soorten
- L. mirabilis Roepke, 1943
- L. semiflavum (Kishida, 1996)
- L. stueningi Zolotuhin, 2000
- L. sylviae Zolotuhin & Witt, 2000
- L. tigrinus Hampson, 1894